# Taisan-ji (Kobe)
Pour les articles homonymes, voir Taisan-ji.
Sanshinzan Taisan-ji (三身山太山寺) est un temple bouddhiste de la secte Tendai situé à Kōbe, préfecture de Hyōgo au Japon, établi sur les instructions de l'impératrice Genshō en 716.
Le bâtiment principal du Taisan-ji achevé en 1293 est un trésor national du Japon.

## Liste des bâtiments
- Hon-dō - trésor national du Japon. Reconstruit en 1293.
- Sanmon (porte avec Niō) - bien culturel important du Japon. Reconstruit à l'époque de Muromachi.
- Pagode - construite en 1688.
- Amidadō - construit en 1688.
- Gomadō -  époque d'Edo
- Shakadō -  époque d'Edo
- Rakandō -  époque d'Edo
- Kannondō
- Beffroi

## Temples Tatchu (branche)
- An'yō-in - son jardin sec est un site remarquable du Japon.
- Jōju-in
- Ryuzō-in
- Henjō-in
- Kanki-in

## Galerie

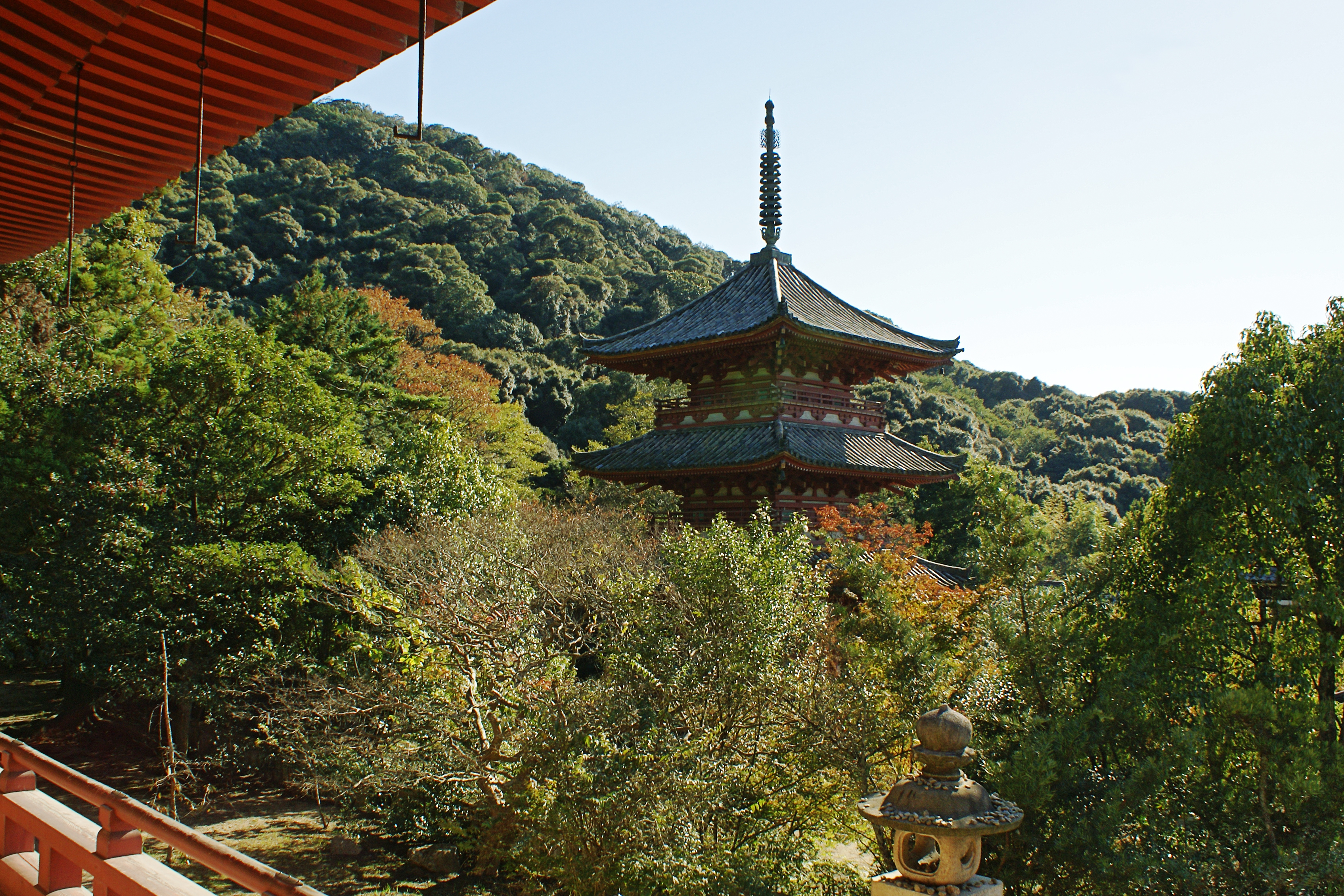
Pagode
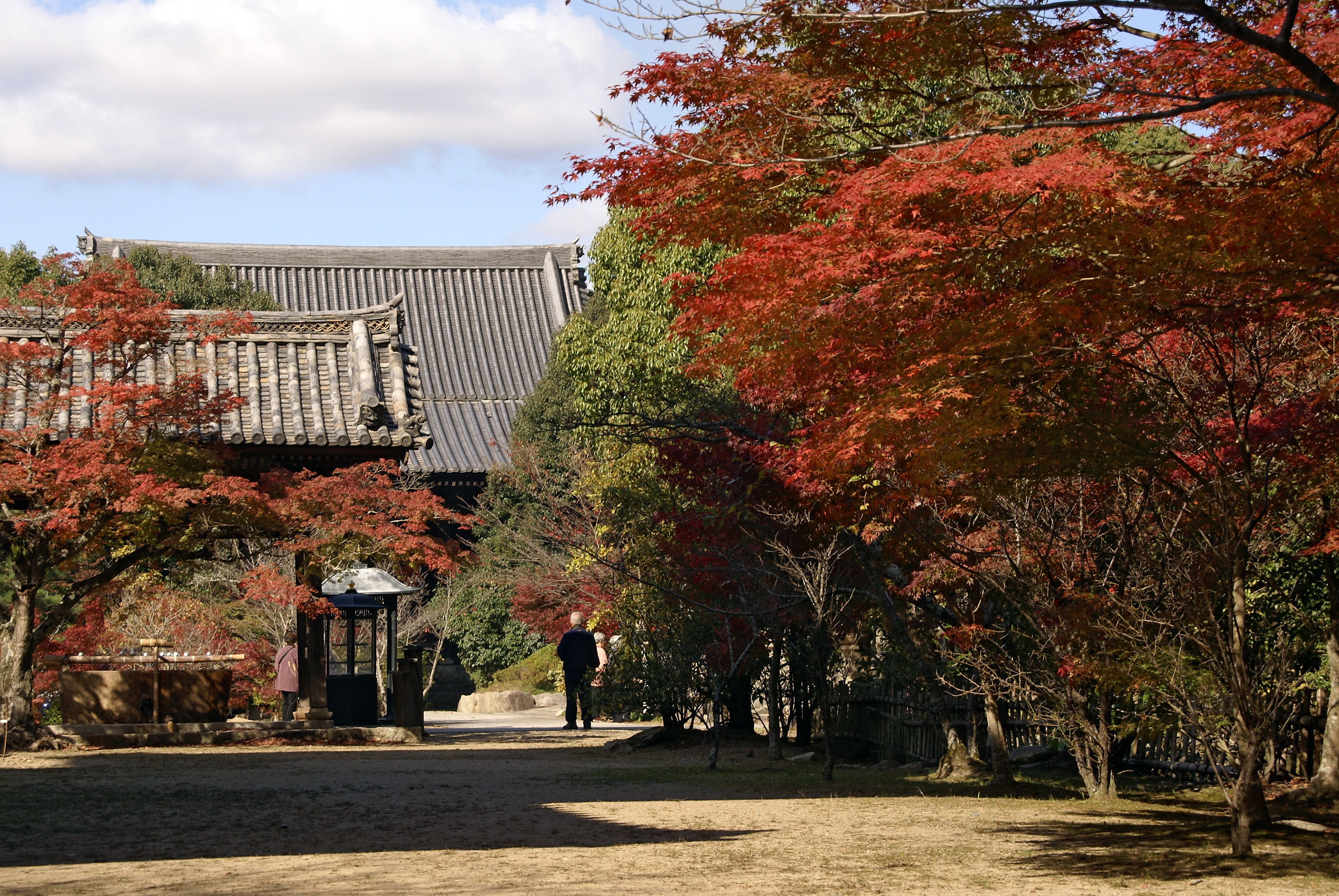
Amidado
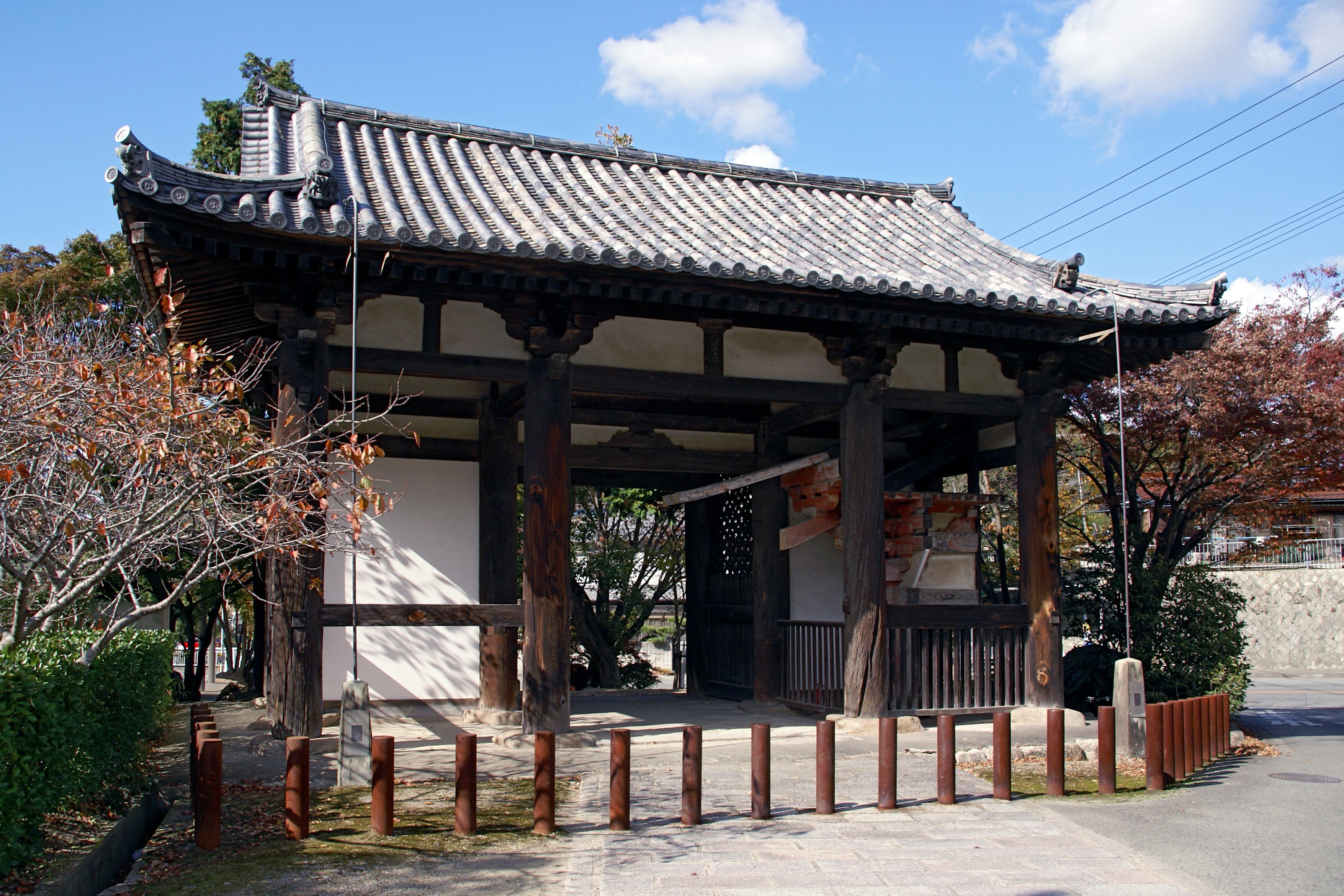
Sanmon (porte avec nio)
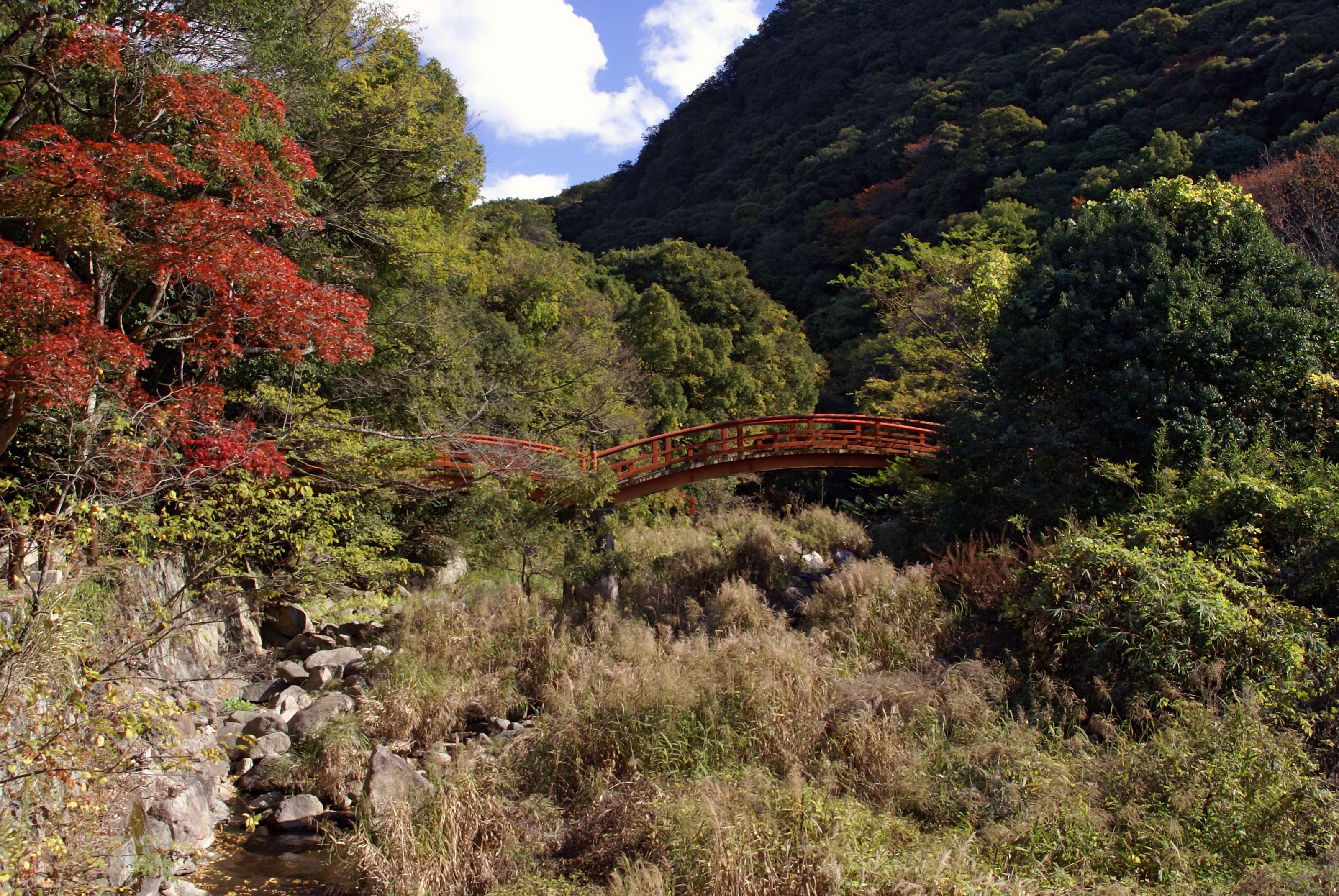
Oku-no-in